# Cristiane Morais Smith
Cristiane Morais Smith is een Braziliaans hoogleraar aan de Universiteit Utrecht.

## Biografie
Morias Smith promoveerde in Brazilië bij de natuurkundige Amir Caldeira. Na haar promotie werkte ze als onderzoeker aan de ETH in Zürich. In 2001 kreeg ze een beurs van de Swiss National Science Foundation. In 2004 werd ze benoemd tot hoogleraar Theoretische natuurkunde aan de Universiteit Utrecht. In 2007 kreeg ze een VICI-subsidie van NWO. In 2016 ontving ze de Mildred Dresselhaus Award.
Prof. dr. C. Morais Smith werkte mee aan tientallen artikelen op haar vakgebied.